# Zigrasite
La zigrasite (simbolo IMA: Zig) è un rarissimo minerale del gruppo della malhmoodite; appartiene alla famiglia dei "fosfati, arseniati e vanadati" e possiede composizione chimica MgZr(PO4)2 • 4H2O.
La zigrasite è l'analogo del magnesio della malhmoodite, dominata dal ferro nella forma Fe2+.

## Etimologia e storia
La zigrasite prende il nome da James Zigras, un giovane collezionista di minerali che nel 2005 osservò alcune piccole "sfere" arancioni su un campione di elbaite verde e le considerò molto insolite. Le inviò al dottor William Simmons dell'Università di New Orleans, che determinò che si trattava di una nuova specie minerale. Il dottor Frank Hawthorne dell'Università di Manitoba determinò la struttura cristallina nel 2008.
Il campione tipo è conservato presso il Royal Ontario Museum di Toronto (Canada) con il numero di catalogo M53323.

## Classificazione
La zigrasite è stata approvata dall'Associazione Mineralogica Internazionale (IMA) nel 2008 e pubblicata nel 2009, anno dell'ultima revisione della classica nona edizione della sistematica dei minerali di Strunz da parte dell'IMA; pertanto in tale edizione il minerale non è elencato con il suo nome attuale, ma con il nome provvisorio IMA 2008-046, dove viene collocato nella classe "8. Fosfati, arseniati, vanadati" e da lì nella sottoclasse "8.C Fosfati senza anioni aggiuntivi, con H2O"; questa viene suddivisa più finemente in base alla dimensione dei cationi coinvolti e al rapporto tra fosfato/arseniato/vanadato e acqua, in modo tale che la zigrasite possa essere trovata nella sezione "8.CE Con soltanto cationi di media dimensione, RO4:H2O circa 1:2,5" dove forma il sistema nº 8.CE.75 insieme alla malhmoodite.
Questa classificazione viene mantenuta invariata anche nell'edizione successiva, proseguita dal database "mindat.org" e chiamata Classificazione Strunz-mindat dove, all'interno del sistema 8.CE.75, fa la sua comparsa anche un minerale senza nome e chiamato provvisoriamente UM2009-11-PO:CaHZr.
Nella Sistematica dei lapis (Lapis-Systematik) di Stefan Weiß la zigrasite si trova nella classe dei "fosfati, arseniati e vanadati" e da lì nella sottoclasse dei "fosfati contenenti acqua, senza anioni estranei"; qui è nella sezione in cui sono elencati i minerali con "cationi di piccole e medie dimensioni: Be e Al-Mn-Fe-Cu-Zn-Mg" e dove forma il sistema nº VII/C.09 insieme a metavariscite, fosfosiderite, kolbeckite, variscite, strengite, mansfieldite, scorodite, yanomamite, parascorodite, koninckite e malhmoodite.
Anche la classificazione dei minerali secondo Dana, usata principalmente nel mondo anglosassone, elenca la zigrasite nella famiglia dei "fosfati, arseniati e vanadati"; qui è nella classe dei "fosfati idrati ecc." e nella sottoclasse dei "fosfati idrati ecc., con A2+B2+(XO4) • x(H2O)" dove forma il sistema nº 40.01.05 insieme alla malhmoodite e a UM2009-11-PO:CaHZr.

## Abito cristallino
La zigrasite cristallizza nel sistema triclino nel gruppo spaziale P1 (gruppo nº 2) con i parametri reticolari a = 5,3049(2) Å, b = 9,3372(4) Å, c = 9,6282(4) Å, α = 97,348(1)°, β = 91,534(1)° e γ = 90,512(1)°, oltre ad avere 2 unità di formula per cella unitaria.

## Origine e giacitura
La zigrasite è uno degli ultimi minerali che si formano all'interno di tasche ricche di tormalina in una complessa pegmatite granitica ricca di elementi rari; la paragenesi è con albite, ambligonite-montebrasite, apatite, berillo, childrenite-eosforite, microclino, quarzo e tormalina.
La zigrasite è rarissima ed è stata trovata solo nella sua località tipo, la cava di "Dunton Gem" (44.54278°N 70.72306°W) presso Newry (contea di Oxford, Maine; Stati Uniti).

## Forma in cui si presenta in natura
La zigrasite si presenta in grani compositi squadrati, di dimensioni fino a 1 mm, interconnessi con l'analogo del calcio della zigrasite (UM2009-11-PO:CaHZr.) e una fase non nominata di composizione Zr(PO3OH)2(H2O)4.
Il minerale è traslucido con lucentezza vitrea; il colore è giallo pallido o marrone chiaro, ma anche arancione o bianco sporco, mentre il colore del suo striscio è sempre bianco.

## Proprietà ottiche
La zigrasite non è fluorescente alla luce ultravioletta, né presenta pleocroismo; è però caratterizzata da catodoluminescenza che va dal blu chiaro al giallo pallido.